# Biskupi ełccy
Biskupi ełccy – biskupi diecezjalni i biskupi pomocniczy diecezji ełckiej.

## Biskupi

### Biskupi diecezjalni
| Lata urzędowania | Biskup | Biskup          | Uwagi                                                                                     |
| ---------------- | ------ | --------------- | ----------------------------------------------------------------------------------------- |
| 1992–2000        |        | Wojciech Ziemba | następnie arcybiskup metropolita białostocki, późniejszy arcybiskup metropolita warmiński |
| 2000–2003        |        | Edward Samsel   |                                                                                           |
| od 2003          |        | Jerzy Mazur     |                                                                                           |

### Biskupi pomocniczy
| Lata urzędowania | Biskup | Biskup           | Uwagi |
| ---------------- | ------ | ---------------- | --- |
| 1992–2000        |        | Edward Samsel    | następnie biskup diecezjalny ełcki                                                                                                 |
| 2005–2017        |        | Romuald Kamiński | następnie biskup koadiutor warszawsko-praski, późniejszy biskup diecezjalny warszawsko-praski                                      |
| 2020–2021        |        | Adrian Galbas    | następnie arcybiskup koadiutor katowicki, późniejszy arcybiskup metropolita katowicki, następnie arcybiskup metropolita warszawski |
| od 2022          |        | Dariusz Zalewski | |